# Rahowardiana globifera
Rahowardiana globifera ist eine von zwei Pflanzenarten aus der Gattung Rahowardiana innerhalb der Familie der Nachtschattengewächse (Solanaceae). Sie wurde 1993 erstbeschrieben.

## Beschreibung

### Vegetative Merkmale
Rahowardiana globifera sind hochrankende Sträucher mit kräftigen Zweigen, die beim Trocknen stark verwinkeln. Eine Behaarung kann nur auf der Unterseite der Laubblätter festgestellt werden. Sie besteht aus schlanken, aufrechten, schwachen, zusammenfallenden, einfachen, einreihigen Trichomen, die aus drei bis fünf Zellen bestehen, wovon die oberen Zellen kleiner werden. Die beinahe lederigen, einfarbig gefärbten Blattspreiten haben eine Größe von 15 bis 30 × 10 bis 21 cm, sind an der Spitze abgerundet und an der Basis abgestumpft. Die Blattvenen sind auf der Oberseite nur undeutlich zu erkennen, aber auf der Unterseite deutlich hervorgehoben. Je Blattseite existieren vier Nebenvenen, die etwa 5 bis 10 mm vom Blattrand entfernt eine Schleife bilden und ineinander münden. Kleinere Blattadern stehen meist senkrecht zu den größeren Adern. Die Blattränder sind leicht eingebogen. Die Blattstiele sind 15 bis 25 mm lang und 5 mm dick, beim Eintrocknen werden sie dunkler und bekommen längs verlaufende Kanten, die sich mit vielen quer verlaufenden Rissen kreuzen.

### Blütenstände und Blüten
Die Blütenstände sind auf eine kugelige Form reduzierte Trauben oder Dolden von 15 cm Länge, die gesamte Blütenstandskugel hat einen Durchmesser von bis zu 35 cm. Ein Blütenstandsstiel ist nicht deutlich zu erkennen, die Blütenstiele sind kräftig und etwa 5 mm lang. Die Blüten besitzen einen violetten, röhrenförmigen, stark gewinkelten und lederigen Kelch, der etwa 7 bis 8 cm lang und 15 mm breit ist. Er ist unregelmäßig gelappt, die Spitzen der Kelchlappen sind grün. Die Krone ist weiß gefärbt, die Spitzen der Kronzipfel sind auf der Rückseite violett. Die Krone ist etwa 6,5 cm lang, die Zipfel messen etwa 0,5 bis 1 cm.
Die fünf Staubblätter besitzen gerade, unbehaarte Staubfäden, die an der Basis der Krone oder leicht darüber fixiert und etwa 15 mm lang sind. Die Staubbeutel haben eine Länge von 15 mm, eine Breite von 2 bis 3 mm, sind länglich und gelb. Die Theka sind an der Spitze verwachsen, sie springen longitudinal auf.
Der Fruchtknoten ist hellbraun, konisch, etwa 1 cm lang, eng geschnäbelt und unbehaart. Er wird von deutlich ausgeprägten, etwas helleren, leicht gewellten Nektarien umgeben. Der sich in der Farbe deutlich vom Fruchtknoten unterscheidende Griffel ist weiß, gerade und 5 bis 6 mm lang. Die Narbe ist stark zweigelappt, die Lappen je etwa 1 mm lang und fein papillös.

### Früchte und Samen
Die Früchte sind blassgelbe, eng eiförmige Beeren von etwa 9,5 mm Länge, an der Basis beträgt die Breite etwa 1 cm, verbreitert sich jedoch etwa 4 mm von der Basis entfernt auf 2 cm und verjüngt sich anschließend wieder auf einen etwa 4 bis 5 cm langen Schnabel. Die Samen sind bohnenförmig, etwa 6 × 3,5 mm groß, bräunlich gefärbt, die Oberfläche ist fein gekörnt.

## Unterscheidung zu anderen Arten
Die Art unterscheidet sich zur einzigen weiteren Art der Gattung Rahowardiana wardiana durch die deutlich größeren Blütenstände, kräftigere Äste, kürzere Blütenstiele, größere Kelche und den weißen statt gelben Blüten, sowie den größeren Früchten.

## Vorkommen und Standort
Das Typusexemplar der Art wurde im Nationalpark Las Orquídeas (Kolumbien) in etwa 890 m Höhe gefunden. Die Pflanze wuchs im Überholz des vorgebirglichen tropischen Regenwaldes, konnte aber mit der Hand erreicht werden.